# Verdrag van Dover

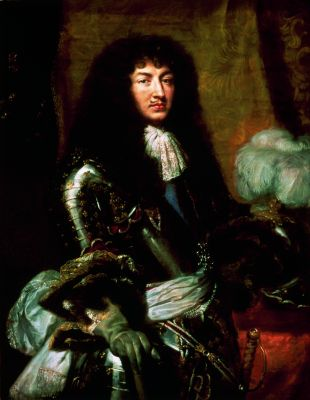
Lodewijk XIV van Frankrijk in 1670, geschilderd door Claude Lefèbvre.

Het (Geheim) Verdrag van Dover (ook Traktaat van Dover) was een geheim verdrag dat in 1670 tussen Karel II van Engeland en Lodewijk XIV van Frankrijk werd afgesloten.

## Voorgeschiedenis
Toen de Devolutieoorlog in 1667 losbarstte tussen Frankrijk en Spanje volgde men in Den Haag het verloop van de oorlog. Door de snelle opmars van de Franse troepen in de Spaanse Nederlanden zag raadspensionaris Johan de Witt zich genoodzaakt om stappen te ondernemen. Door het snelle werk van Hollandse diplomaten in Engeland en Zweden werd er tussen deze twee landen en de Republiek een alliantie gesloten; de zogenaamde Triple Alliantie. Door het samenwerken van deze drie landen was Lodewijk XIV van Frankrijk genoodzaakt de vrede te tekenen met de Spaanse Habsburgers.
De Vrede van Aken (1668) voorzag Frankrijk van de helft van diens veroveringen waar de steden Rijsel en Valencijn tot behoorden. Lodewijk XIV was de oorlog gestart om de Spaanse Nederlanden te veroveren en was niet tevreden met wat hij gekregen had. Hij zag in de Republiek zijn grootste tegenstander en was van plan de Republiek aan te vallen. De voor Engeland noodlottig verlopen Tweede Engels-Nederlandse Oorlog en met name de Tocht naar Chatham maakte Karel II van Engeland een mogelijke bondgenoot voor Lodewijk XIV.

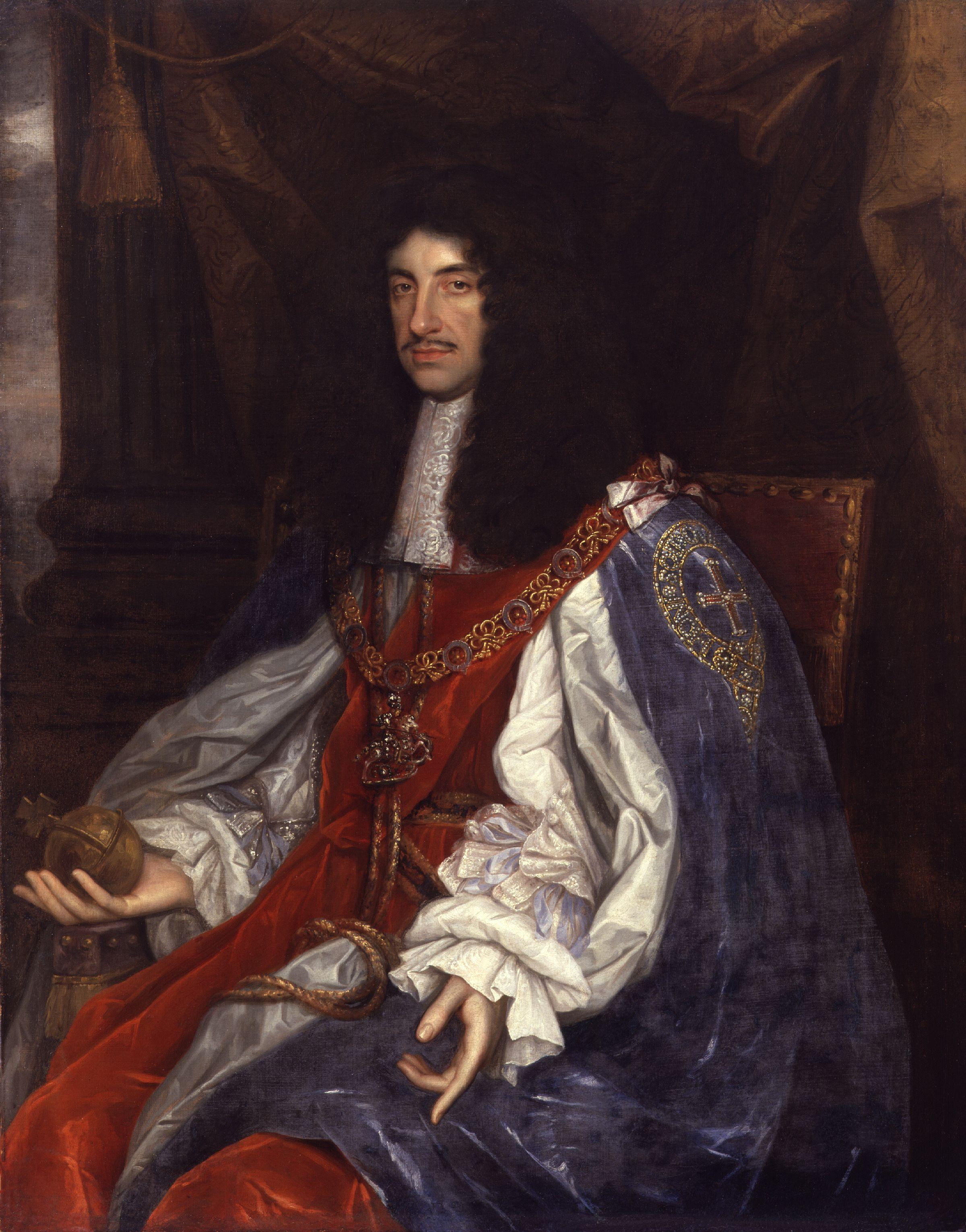
Karel II van Engeland, geschilderd door John Michael Wright.

## Het verdrag
Karel beloofde in het te sluiten verdrag met Lodewijk zichzelf en Engeland te bekeren tot het katholicisme en de Triple Alliance, het bondgenootschap met Zweden en de Republiek der Zeven Verenigde Nederlanden, in het geheim te verlaten. Engeland zou dan bondgenoot van Frankrijk worden in zijn oorlog met de Nederlandse republiek. Lodewijk, van zijn kant, beloofde Karel voldoende financiële middelen om minder afhankelijk te worden van het Engelse parlement, en militaire steun in de vorm van een legermacht van 6000 man, mocht het tot een intern verzet komen.
In het verdrag werd ook opgesteld dat Engeland bij een overwinning van Frankrijk enkele veroveringen in de Republiek zou krijgen. Zo maakte Engeland aanspraak op Cadzand en Vlissingen met het eiland Walcheren.

## Gevolgen
Engeland werd door dit verdrag betrokken in de Hollandse Oorlog en verklaarde op 28 maart 1672 de oorlog aan de Nederlandse republiek. Op 19 februari 1674 trok Engeland zich, omwille van binnenlandse politieke problemen, uit de strijd terug. De Fransen wisten, zonder Engelse steun, de Slag bij Kassel te winnen.